# پاین گروو (واشینگتن)
پاین گروو (به انگلیسی: Pine Grove) یک منطقهٔ مسکونی در ایالات متحده آمریکا است که در واشینگتن واقع شده‌است. پاین گروو ۱٫۲۷ کیلومتر مربع مساحت و ۱۴۵ نفر جمعیت دارد و ۷۸۶ متر بالاتر از سطح دریا واقع شده‌است.